# 법정조언자
법정조언자(法廷助言者, 라틴어: amicus curiae 아미쿠스 쿠리아이[*]/ 어미커스 큐리아이[*],
friend of the court)는 법정에 의견을 내는 전문가이다.
영미법계에서 발달했으며, 법정의 친구로도 번역한다.
법정조언자는 사건 당사자가 아닌 제3자로 소송에 이해관계가 있는 사람·단체이다.
자발적으로 소견(brief)을 제출해 재판부가 판단하는 데 도움이 되도록 하며,
재판 당사자 가운데 어느쪽을 지지하기도 한다.
탄원서와 비슷한 점이 있다.
한국에서는 사법참여 확대의 일환으로 2002년 1월 개정 민사소송법에서 참고인 진술 규정을 둬, 전문가 의견을 들을 수 있게 했다.

## 같이 보기
- 보조참가

## 참조
- 〈대법, 주요사건 공개 변론재판한다〉, 중앙일보, 2003-08-27.
- 정성윤, 〈국민의 사법참여 길 열린다〉 보관됨 2007-09-28 - 웨이백 머신, 법률신문, 2000-10-24.
- Amicus Curiae, 한미자유무역협정 용어집, 한국 외교부, 2006-08.
- (영어) amicus curiae, Dictionary.com Unabridged (v 1.0.1), 2006.